# Robert Comtesse
Robert Comtesse (ur. 14 sierpnia 1847 w Valangin, zm. 17 listopada 1922 w La Tour-de-Peilz) – szwajcarski polityk, członek Rady Związkowej od 14 grudnia 1899 do 4 marca 1912. Kierował następującymi departamentami:
- Departament Finansów (1900, 1903, 1905–1909, 1911)
- Departament Sprawiedliwości i Policji (1901)
- Departament Poczt i Kolei (1902, 1912)
- Departament Polityczny (1904, 1910)[1]

Był członkiem Radykalno-Demokratycznej Partii Szwajcarii.
Przewodniczył Radzie Narodowej (1893 – 1894). Pełnił funkcje wiceprezydenta (1903, 1909) i prezydenta (1904, 1910) Konfederacji.